# Droste-branderij

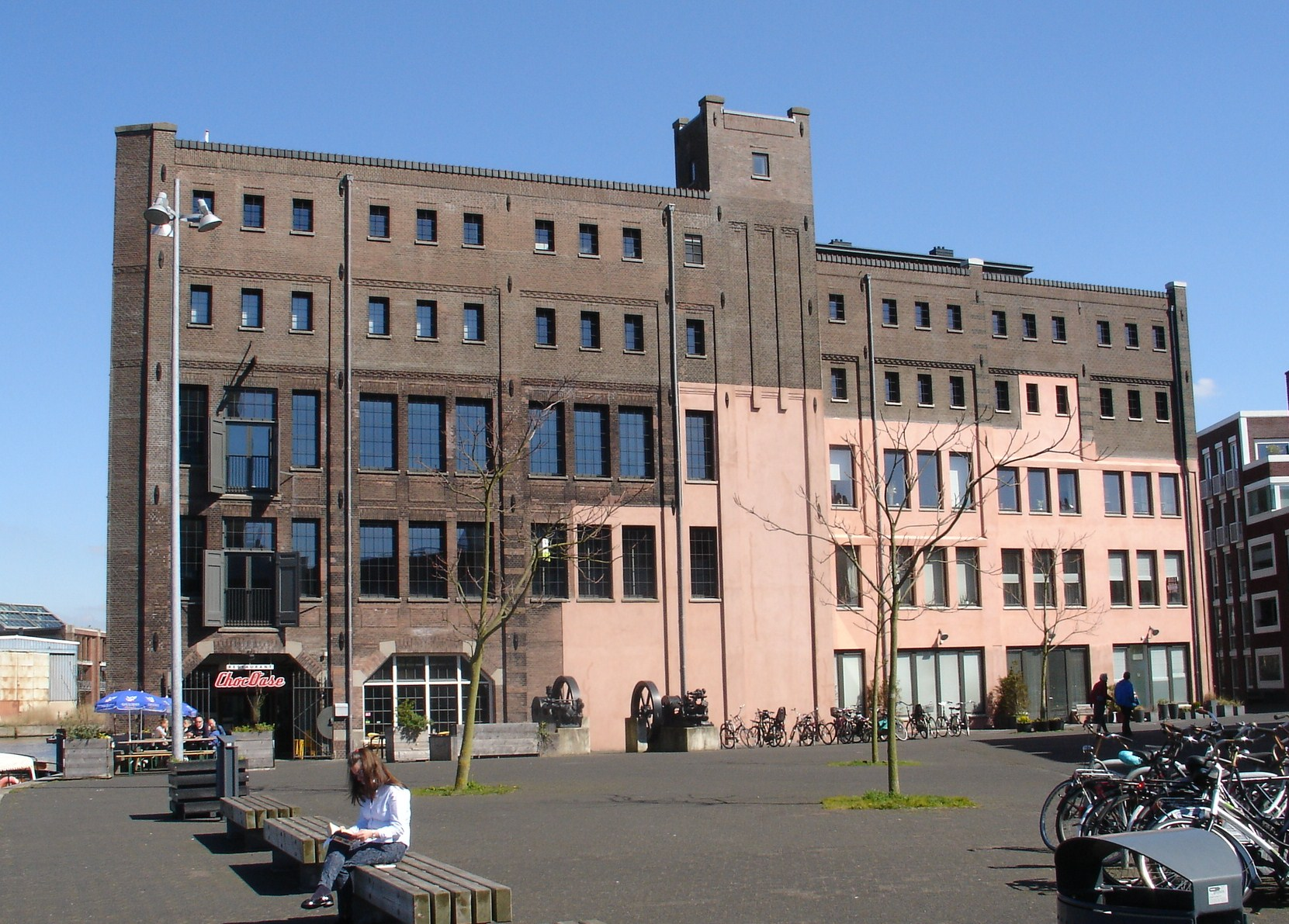
Zijkant van het voormalige fabrieksgebouw dat is omgebouwd tot appartementen

De Droste-branderij is een voormalige cacaobonenbranderij van Droste aan de rivier het Spaarne in Haarlem.
De branderij is ontworpen door de Haarlemse architect Jacob van den Ban (1860-1943) en gebouwd in 1911. Samen met de aangrenzende pakkerij vormt het met de gearchiveerde geschriften en de tegeltableaus een rijksmonument van zeer hoge cultuurhistorische waarde.
Het rechthoekige bouwlichaam staat haaks op het Spaarne. Het heeft een staalskelet met H-profielen en bestaat uit de parterre en een verdieping. De voorgevel heeft een symmetrische opzet en een breedte van vijf vensterassen. In de geveltop bevindt zich een tegeltableau met boven elkaar de woorden 'DROSTE CACAO'.
De branderij is tot september 2004 in gebruik geweest als bedrijfsgebouw van de Drostechocoladefabriek en de Dutch Cacao and Chocolate company.

## Pakkerij
De aangrenzende pakkerij uit 1922 maakt ook onderdeel uit van het rijksmonument en is ontworpen door Johannes Jacobus van Noppen (1876-1947). In het muurwerk van de torenpartij aan de zuidwestzijde bevindt zich een polychroom tegeltableau met de zich herhalende afbeelding van een verpleegster met een kop chocolademelk op een dienschaal. Deze Drosteverpleegster werd waarschijnlijk ontworpen door Johannes Misset. Deze afbeelding is bekend geworden als decor op de Drostecacaoblikken en pakjes; de herhaling staat internationaal bekend als het droste-effect.

## Herbestemming
Vanaf 1997 stond het Drostecomplex gedeeltelijk leeg. Na een mislukte poging in de jaren negentig door Droste met een projectontwikkelaar werd in 2001 het Drostecomplex door projectontwikkelaar IMCA van Erik de Vlieger en DMV gekocht. Ook deze combinatie liep niet voorspoedig en in 2006 is het project overgegaan naar DMV. In 2009 hebben de gebouwen uiteindelijk een woonfunctie gekregen en is er een restaurant gevestigd. Naast de branderij en de pakkerij is ook de fabriekssilo uit de jaren vijftig behouden gebleven. Deze is voorzien van extra verdiepingen en verbouwd tot woontoren.